# Sparisoma griseorubrum
 Sparisoma griseorubrum és una espècie de peix de la família dels escàrids i de l'ordre dels cipriniformes que es troba a Veneçuela.